# Nacka (commune)
La commune de Nacka est une commune suédoise du comté de Stockholm. Environ 106 150 personnes y vivent (2020). Son chef-lieu se situe à Nacka.

## Géographie
La commune est principalement située dans les parties nord-est de la province de Södermanland mais aussi avec une plus petite partie dans le sud-est de l'Uppland (district de Boo) et est divisée entre Södertörn et Värmdö avec la mer Baltique au nord et au sud. 
Saltsjön, Lilla Värtan et Höggarnsfjärden au nord et Baggensfjärden au sud sont reliés par Skurusundet. 
La commune de Nacka borde la commune de Tyresö au sud, la commune de Stockholm à l'ouest et au nord-ouest, la commune de Lidingö au nord-ouest, la commune de Vaxholm au nord et la commune de Värmdö à l'est, toutes situées dans le comté de Stockholm.
La superficie de la commune  de Nacka est de 95,12 kilomètres carrés (1er janvier 2016) et sa population est de 108 234 habitants (31 décembre 2021).

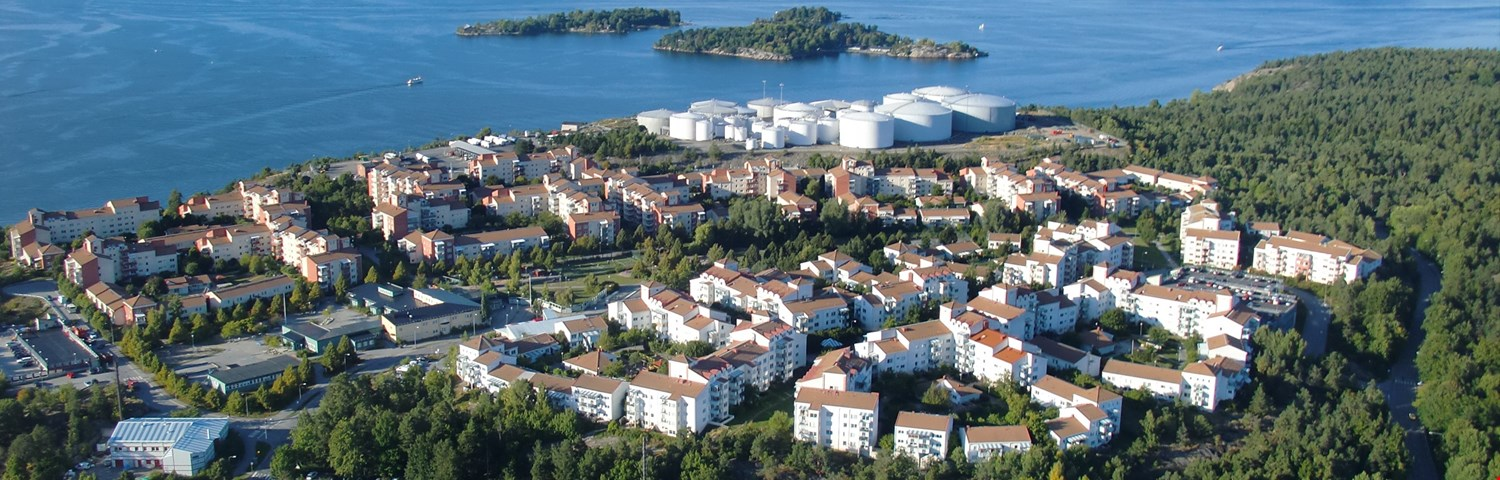
Jarlaberg.

## Population
| 1950   | 1955   | 1960   | 1965   | 1970   |
| ------ | ------ | ------ | ------ | ------ |
| 25 614 | 29 221 | 32 738 | 38 135 | 48 035 |

| 1975   | 1980   | 1985   | 1990   | 1995   |
| ------ | ------ | ------ | ------ | ------ |
| 55 321 | 57 229 | 59 688 | 64 056 | 70 172 |

| 2000   | 2005   | 2010   | 2015   | 2020    |
| ------ | ------ | ------ | ------ | ------- |
| 74 974 | 80 247 | 90 108 | 97 986 | 106 505 |

## Localités principales
- Ville de Stockholm (25 170), dont
  - Nacka (25 170 hab.)
- Boo (20 403 hab.)
- Älta (9 165 hab.)
- Saltsjöbaden (8 606 hab.)
- Fisksätra (7 185 hab.)
- Kummelnäs (2 969 hab.)
- Hästhagen (440 hab.)
- Kil (362 hab.)

## Transport
Dans la direction ouest-est, la commune est traversée par la route comtale 222, qui croise au sud la route comtale 260 et la route comtale 228.
Dans la direction ouest-est, la ligne de train local Saltsjöbanan circule également entre Slussen à Stockholm et Solsidan, la gare de Saltsjöbaden. 
La ligne de tramway Tvärbanan a son terminus à Sickla dans la partie occidentale de la commune, à la station Sickla de la Saltsjöbanan (sv). 
La municipalité ne dispose pas de station de métro, mais des travaux sont en cours pour prolonger la ligne bleue du métro jusqu'à Nacka avec trois nouvelles stations ; Sickla, Järla et Nacka C. 
Le métro jusqu'à Nacka devrait être achevé en 2030.

## Jumelages
| Ville | Ville                | Pays | Pays        | Période                   |
| ----- | -------------------- | ---- | ----------- | ------------------------- |
|       | Adalar (d)           |      | Turquie     |                           |
|       | Baranavitchy         |      | Biélorussie | depuis le 15 octobre 2005 |
|       | Gliwice              |      | Pologne     |                           |
|       | Greenwich            |      | États-Unis  |                           |
|       | Jelgava (d)          |      | Lettonie    |                           |
|       | Keila                |      | Estonie     |                           |
|       | Pyhtää               |      | Finlande    |                           |
|       | Santa Rosa del Peñón |      | Nicaragua   |                           |

## Galerie

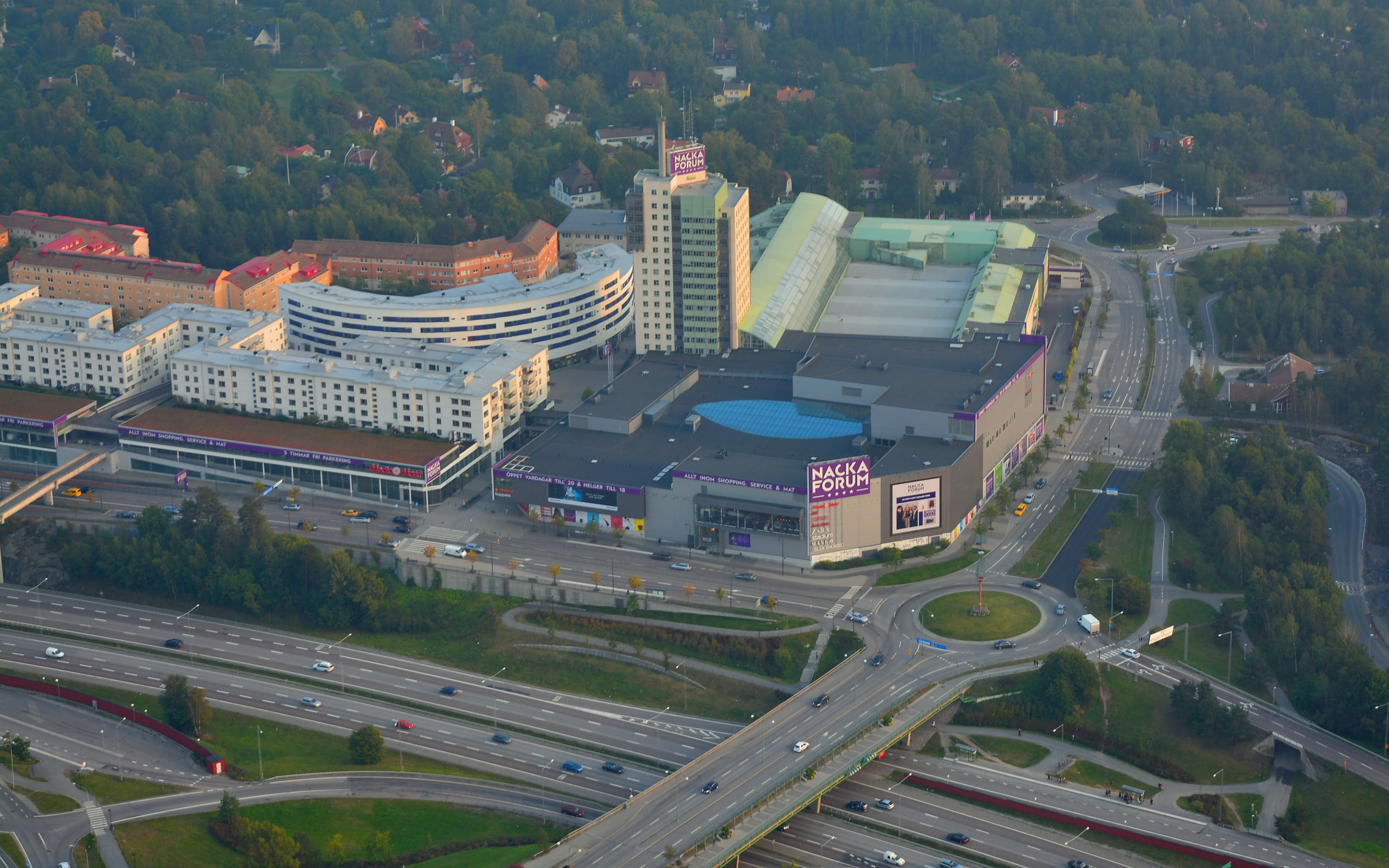
Le centre commercial Forum.
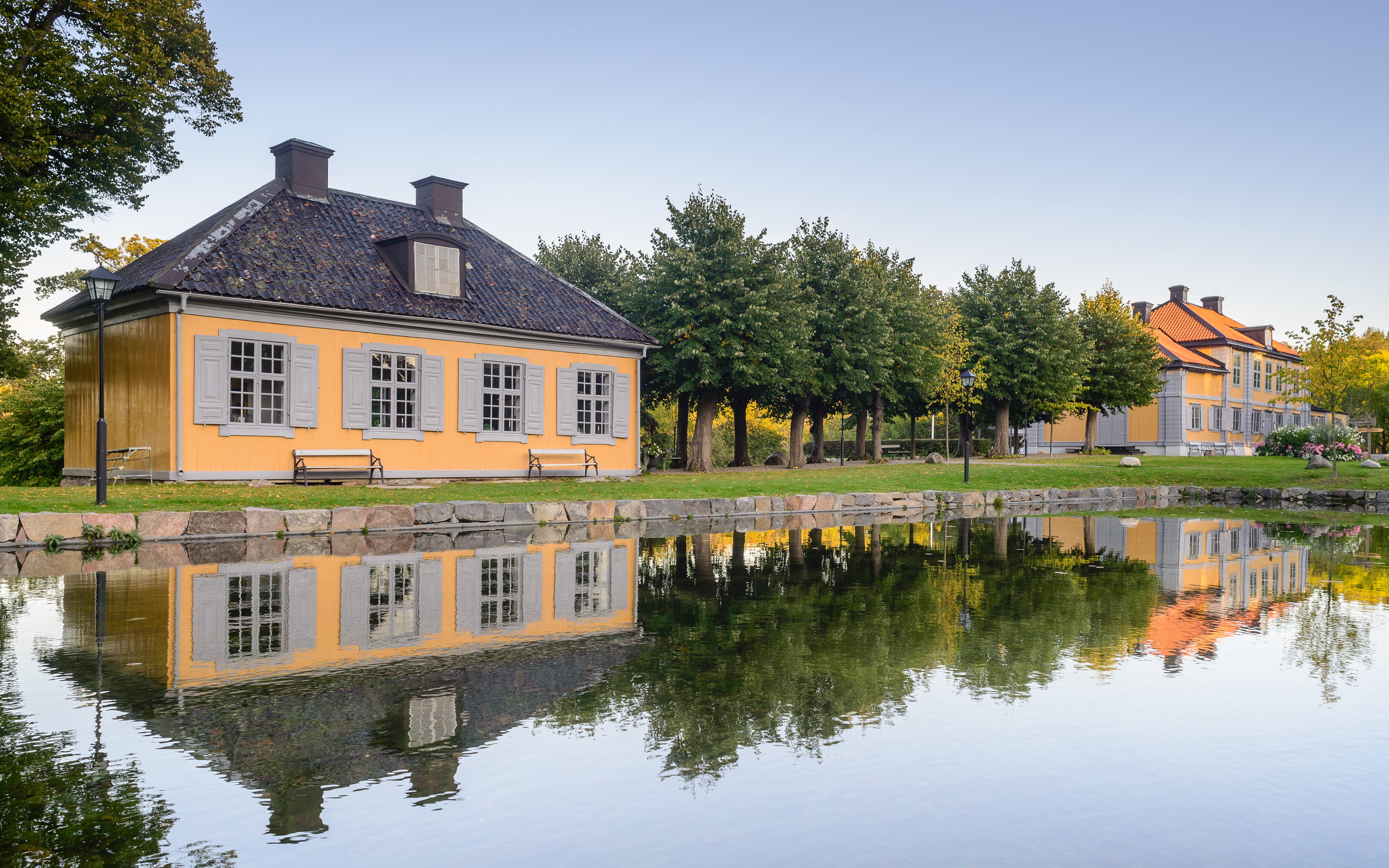
Manoir Stora Nyckelviken à Nacka. Septembre 2019.
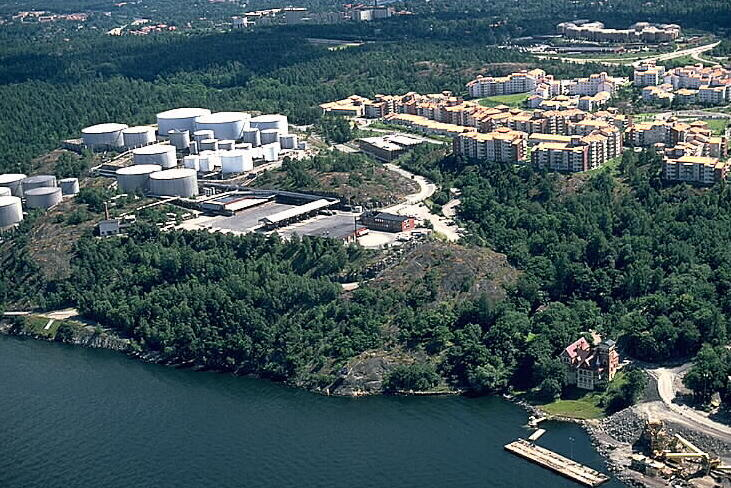
Nacka.
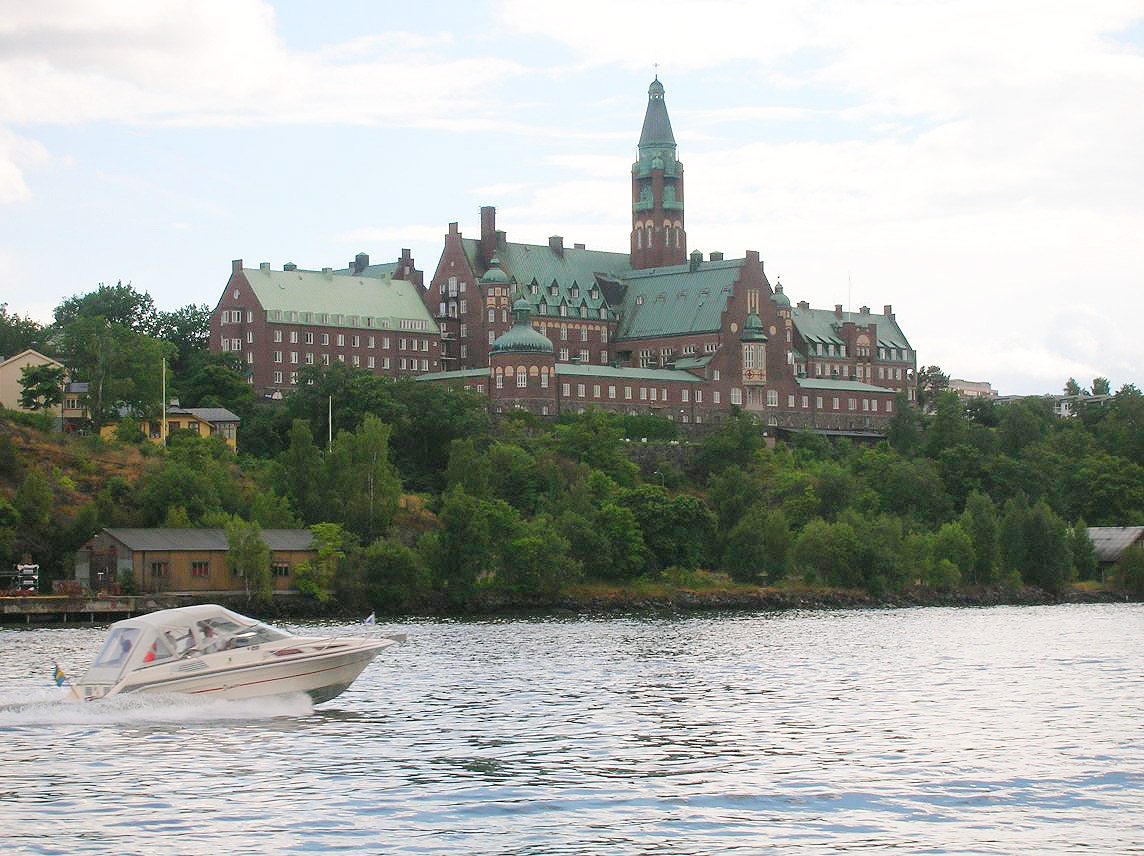
Danvikshem.
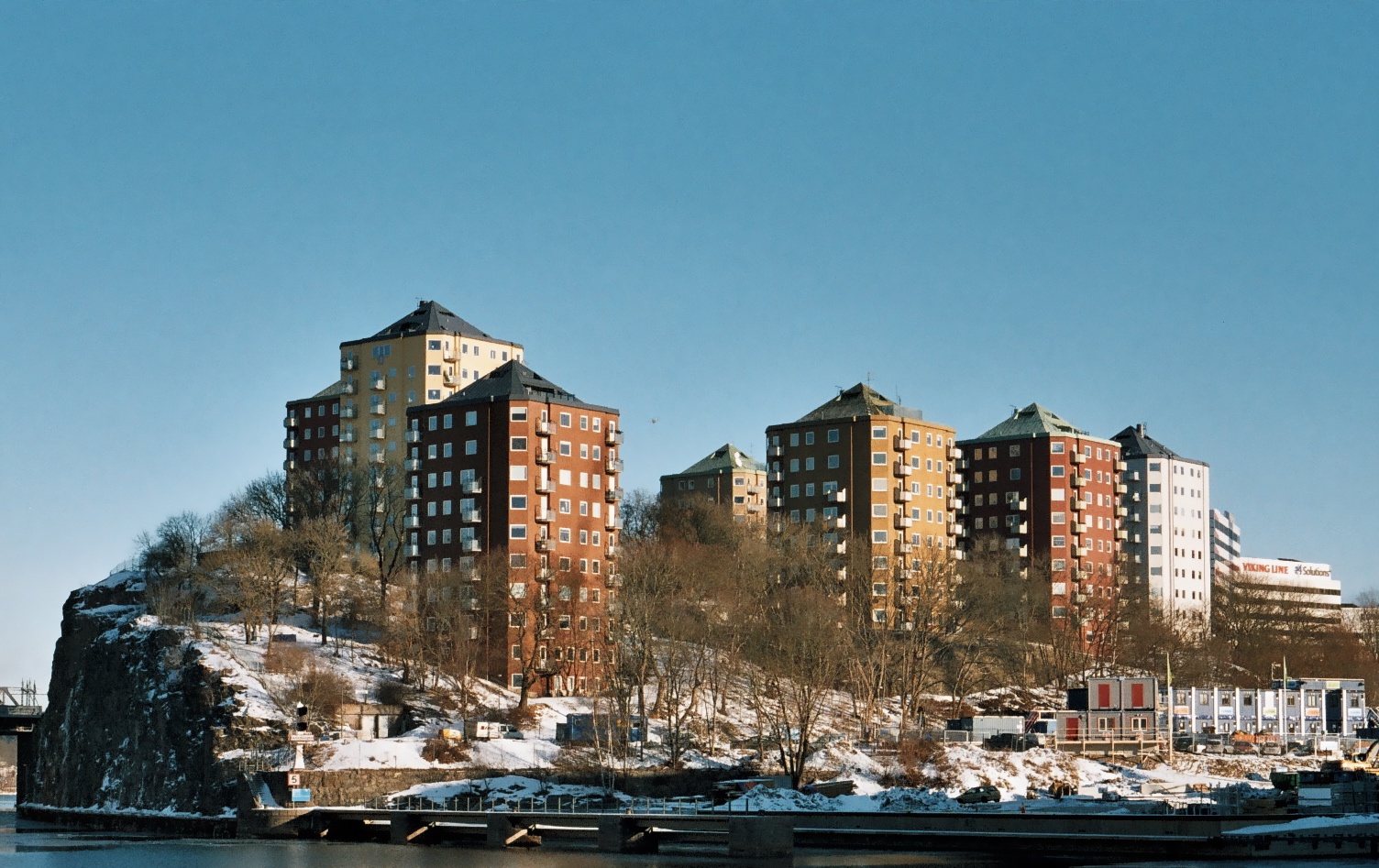
Danviksklippan.
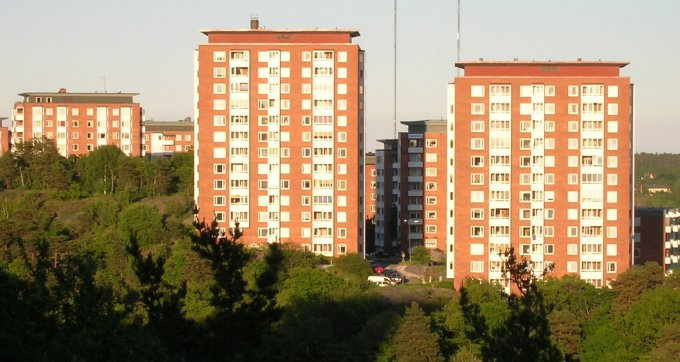
Alphyddan.
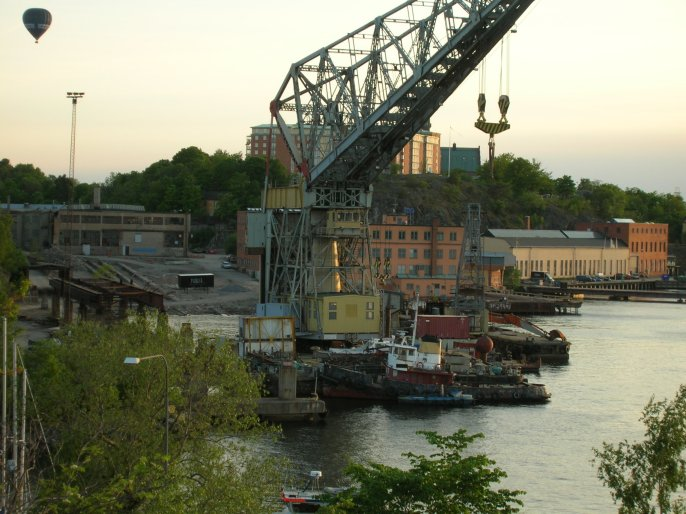
Chantier naval de Finnbodan.
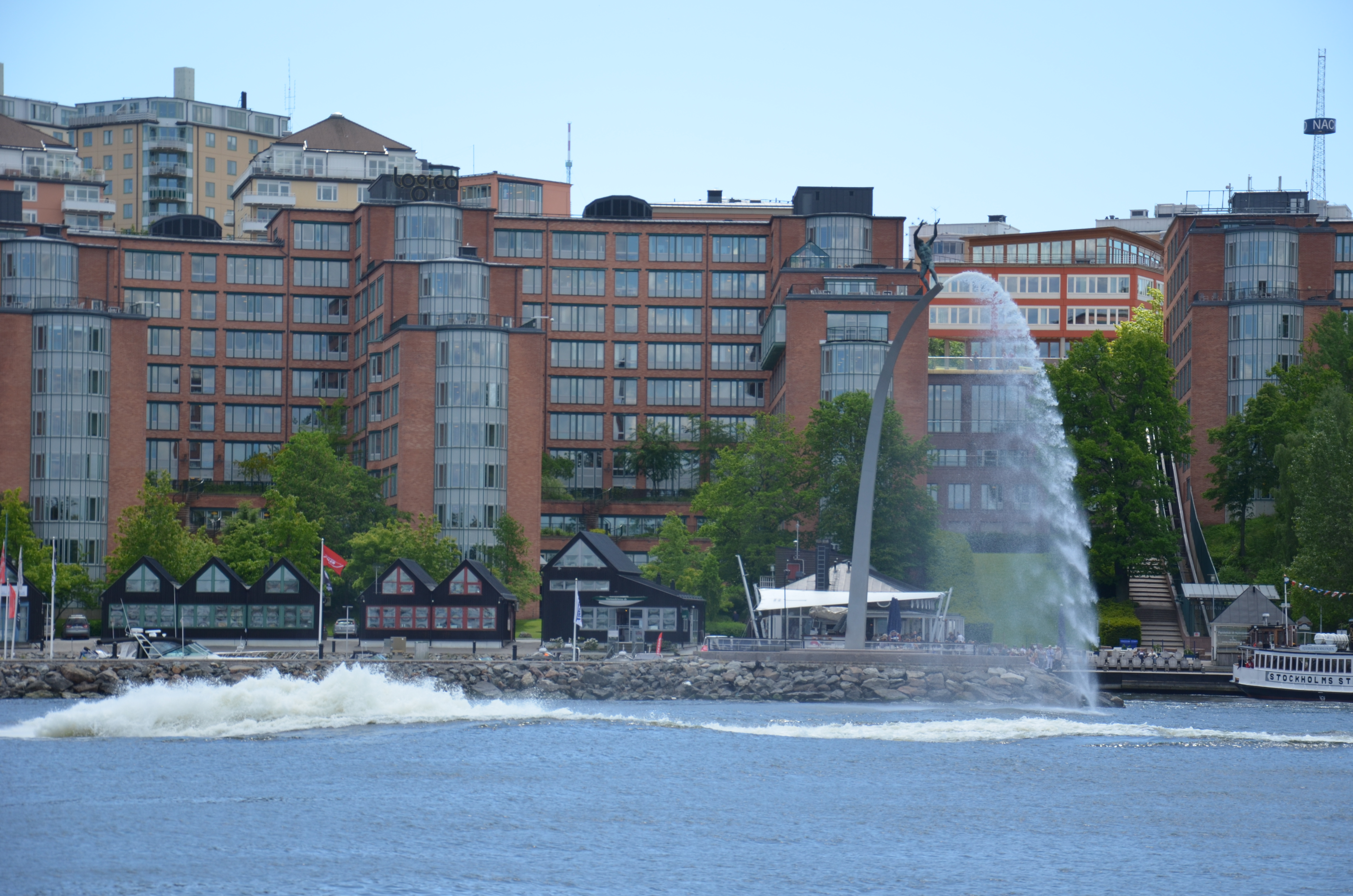
Nacka Strand.
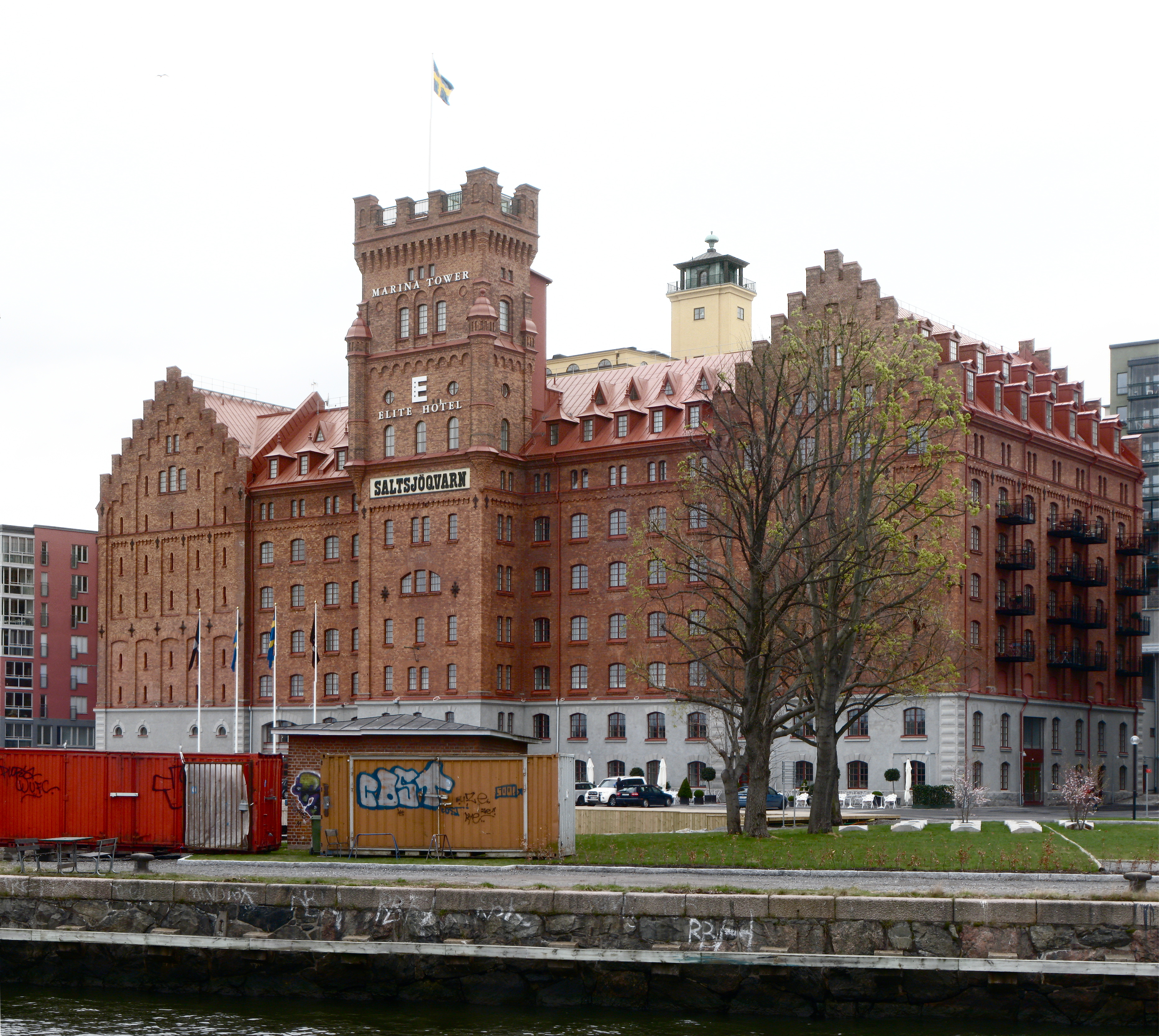
Saltsjökvarn.
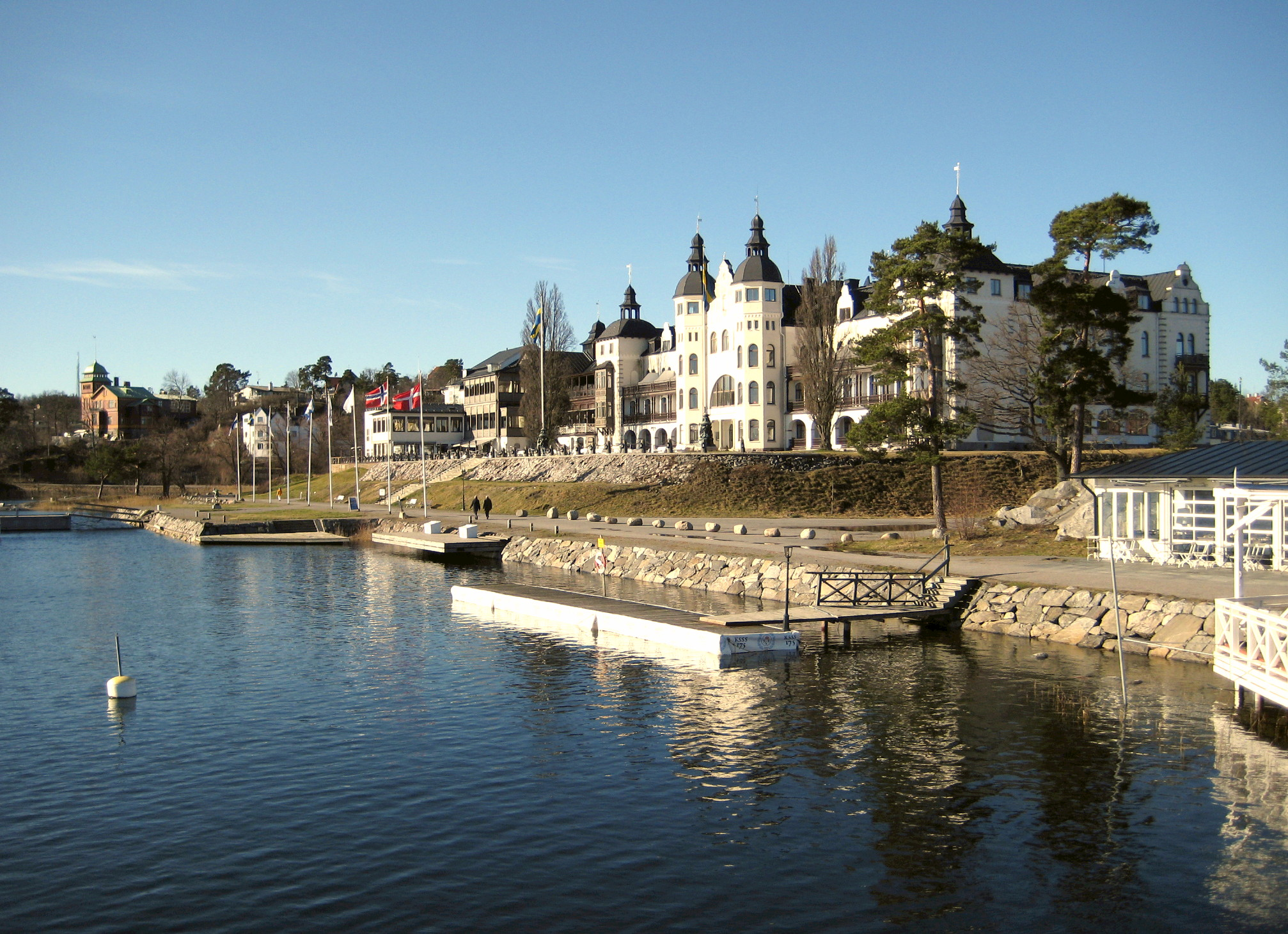
Grand Hotel à Saltsjöbaden.